# Katholische Pfarrkirche Kobersdorf

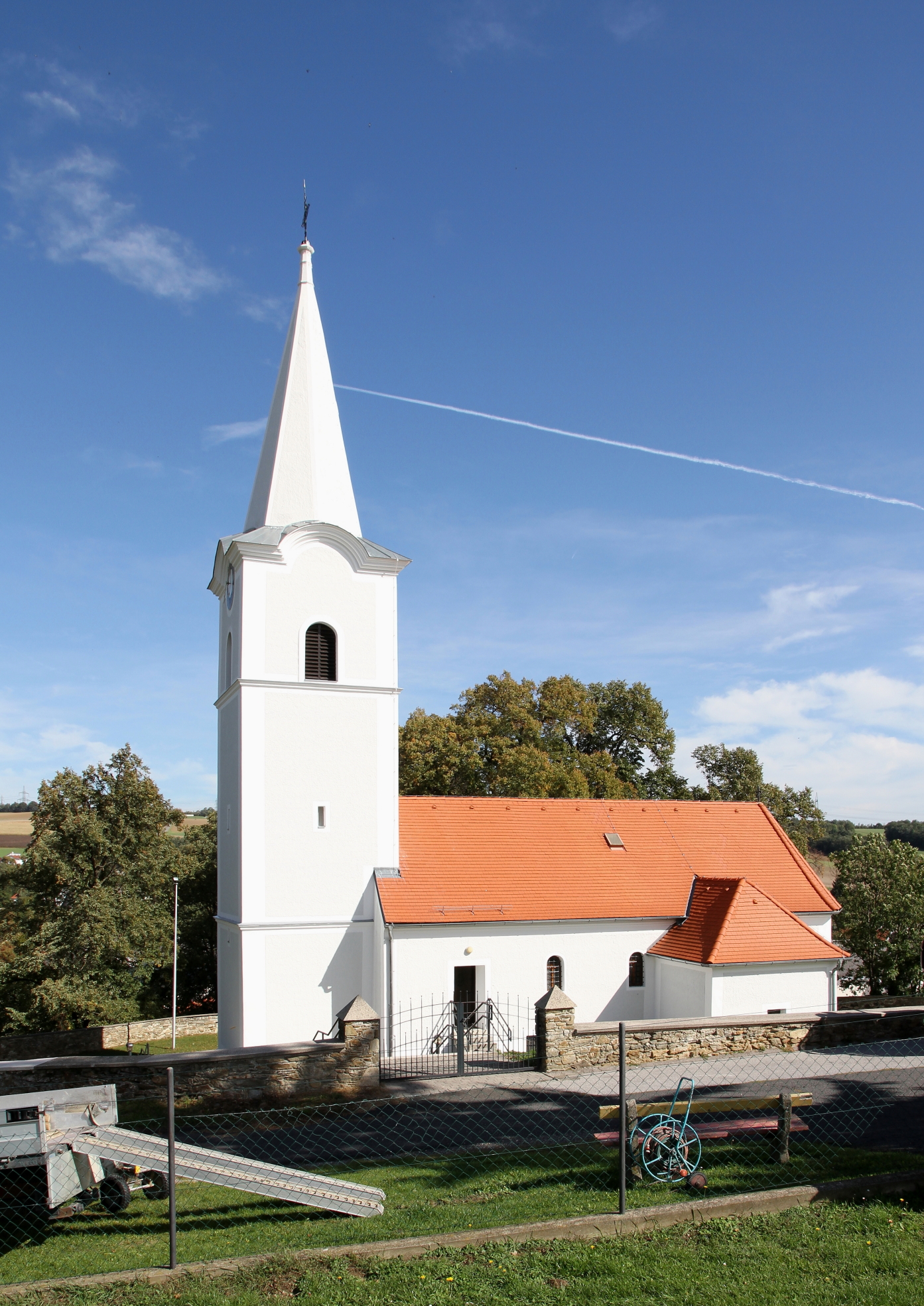
Katholische Pfarrkirche hl. Nikolaus in Kobersdorf

Die römisch-katholische Pfarrkirche Kobersdorf steht in Höhenlage über der Gemeinde Kobersdorf (kroatisch: „Kobrštof“, ungarisch: „Kabold“)  im Bezirk Oberpullendorf im Burgenland. Die dem heiligen Nikolaus von Myra geweihte Pfarrkirche gehört zum Dekanat Deutschkreutz der Diözese Eisenstadt. Die Kirche und der Friedhof stehen unter Denkmalschutz.

## Geschichte
Die Kirche wurde 1463 erstmals urkundlich erwähnt. 1711 wurde sie zur Pfarre erhoben. Der heutige barocke Bau stammt von 1728. Eine umfassende Restaurierung erfolgte in den Jahren 1955/56.

## Architektur
Die Kirche ist von einer Wehrmauer und einem Erdwall umgeben. Schiff und Chor mit 3/8-Schluss sind gleich breit. Der mächtige Turm ist ungegliedert und hat einen steinernen Spitzhelm. Er ist der Westfassade vorgebaut. An der östlichen Außenmauer ist in einer Nische ein großes hölzernes Kruzifix aus dem 18. Jahrhundert.
Der Kirchenraum ist vierjochig mit einem Tonnengewölbe mit Stichkappen, auch über dem Chorjoch ist ein Tonnengewölbe. Die gerade Empore ist ohne Stützen ausgeführt. Die Apsis wird durch einen rundbogigen Triumphbogen vom Kirchenschiff getrennt.
Die Friedhofsmauer um die Kirche stammt aus dem 17. Jahrhundert. Das Tor ist mit Schwalbenschwanzzinnen verziert. Ein Grabstein des Johann Eiweck († 1763) ist in die Mauer eingelassen.

## Ausstattung
Der Hochaltar stammt aus dem 18. Jahrhundert. Der Altaraufbau wurde 1970 als Kopie des zerstörten Originals errichtet. Das Gesims ist verkröpft  und verläuft über je zwei Säulen. Das Altarbild zeigt den hl. Nikolaus und wird seitlich von den Figuren der Heiligen Augustinus, Nikolaus, Katharina und Barbara flankiert. Am Aufsatz befindet sich ein Bild der Heiligen Dreifaltigkeit.
In den Ecken der Apsis stehen die 1956 restaurierten Figuren der Heiligen Petrus und Paulus. Der Taufstein stammt aus der ersten Hälfte des 18. Jahrhunderts.
An der Ostwand befinden sich drei Holzfiguren Glaube, Liebe und Hoffnung sowie zwei Engel von der ehemaligen Kanzel aus dem 18. Jahrhundert.
Die Orgel aus 1938 mit 8 Registern wurde von Josef Huber in Eisenstadt gebaut.